# レコフ
株式会社レコフ（英: RECOF Corporation）は、東京都千代田区に本社を置く企業。
1987年12月10日に元山一證券取締役の吉田允昭が創業した国内初となる独立系のM&A専業会社。

## 概要
M&A助言会社。
2016年、M&A仲介最大手のM&Aキャピタルパートナーズ株式会社と経営統合し、関連会社に株式会社レコフデータがある。

## 沿革
- 1987年（昭和62年）12月 - 吉田允昭が山一證券の役員を退任し、千代田区麹町に日本で初めてのM&A専業ファーム「レコフ（RECOF）」を創業。
- 2016年（平成28年）10月 - M&Aキャピタルパートナーズ株式会社と経営統合。
- 2022年（令和4年）12月 - 創業35周年。

## 拠点
- 〒102-0083 東京都千代田区麹町4-1-1 麹町ダイヤモンドビル（総合受付9F）
- 〒100-6738 東京都千代田区丸の内1丁目9番1号 グラントウキョウノースタワー38階（2023年3月に移転）

## その他
- M&Aの日 - 12月10日（創業日）